# John Magee (Bischof)

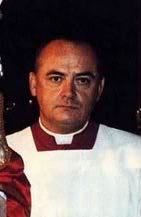
John Magee, 1984

John Magee SPS (* 24. September 1936 in Newry, Nordirland) ist ein irischer Ordensgeistlicher und emeritierter römisch-katholischer Bischof von Cloyne.

## Leben
Magee besuchte das St. Colman's College in Newry, Nordirland. Er trat der Ordensgemeinschaft der St. Patrick’s Gesellschaft für auswärtige Missionen (Kiltegan Fathers) in Kiltegan, County Wicklow, bei. Nach dem Studium der Philosophie am University College Cork und der Theologie an der Päpstlichen Lateranuniversität  in Rom empfing er am 17. März 1962 die Priesterweihe. John Magee war anschließend sechs Jahre lang in der Mission in Nigeria tätig. Nach dieser Zeit wurde Magee zum Prokurator-General seines Missionsordens in Rom ernannt. 1969 wurde Magee zum Sekretär der Kongregation für die Evangelisierung der Völker in Rom ernannt. Von Papst Paul VI. wurde Magee ebenfalls 1969 zu seinem Privatsekretär ausgewählt. Nach dem Tod Pauls VI. wurde er von den beiden nachfolgenden Päpsten Johannes Paul I. und Johannes Paul II. ebenfalls als Privatsekretär beschäftigt (gemeinsam mit Diego Lorenzi und Stanisław Dziwisz).
Am 17. Februar 1987 wurde Magee von Papst Johannes Paul II. zum Bischof von Cloyne in Irland ernannt. Die Bischofsweihe spendete ihm der Papst selbst am 17. März 1987; Mitkonsekratoren waren der Kurienerzbischof und spätere Kardinal Eduardo Martínez Somalo und der Bischof von Dromore, Francis Brooks.
Er war von Juli 1994 bis März 1996 Apostolischer Administrator von Limerick. Von 1992 bis 1997 war er Mitglied der Kongregation für die Bischöfe. Er war Vorsitzender der Kommission für die Liturgie der Irischen Bischofskonferenz.
Am 7. März 2009 wurde Magee wegen des mangelhaften Umgangs in seiner Diözese mit den Vorwürfen wegen sexuellen Kindesmissbrauchs durch katholische Würdenträger von seinem Amt freigestellt, worauf am selben Tag Dermot Clifford von Papst Benedikt XVI. zum Apostolischen Administrator sede plena von Cloyne ernannt wurde.
Magees Rücktrittsgesuch aus Altersgründen gab Papst Benedikt XVI. am 24. März 2010 statt.